# Scrophularia laportifolia
Scrophularia laportifolia är en flenörtsväxtart som beskrevs av Yamazaki. Scrophularia laportifolia ingår i släktet flenörter, och familjen flenörtsväxter. Inga underarter finns listade i Catalogue of Life.